# Éder Militão
Éder Gabriel Militão (výslovnost brazilské portugalštiny: [ˈɛdɛʁ ɡabɾiˈɛw miliˈtɐ̃w]; *18. ledna 1998 Sertãozinho) je brazilský profesionální fotbalista, který hraje na pozici středního obránce za španělský klub Real Madrid a za brazilský národní tým.
Militão zahájil svou kariéru v São Paulu, během dvou let odehrál 57 zápasů a poté přestoupil do Porta. V roce 2019, po jedné sezóně v Portugalsku, odešel do Realu Madrid za údajný poplatek za přestup ve výši 50 milionů euro.
Militão debutoval v Brazilské reprezentaci v roce 2018 a byl součástí týmu, který vyhrál Copu América v roce 2019.

## Klubová kariéra

### São Paulo
Militão, který se narodil ve městě Sertãozinho ve státě São Paulo, začal svoji kariéru v akademii São Paula FC v roce 2010. V týmu do 20 let debutoval 2. července při prohře 2:1 proti Ituanu. Odehrál 11 zápasů a vstřelil 2 góly, z nichž první při domácím vítězství 4:0 nad CA Juventus 18. září.
Militão debutoval v A-týmu 14. května 2017 v utkání proti Cruzeiru, v prvním kole Série A 2017. 12. listopadu byl vyloučen v posledních minutách utkání proti CR Vasco da Gama.

### Porto
Dne 7. srpna 2018 podepsal Militão pětiletou smlouvu s portugalskými obhájci titulu, s Portem. Debutoval v Primeira Lize 2. září při domácím vítězstvím 3:0 nad Moreirense a asistoval na gól kapitána Héctora Herrery. Během následujících zápasů si Militão rychle upevnil místo v základní sestavě a vytvořil stoperské duo s Felipem Monteirem.
Dne 28. listopadu Militão vstřelil svůj první gól v klubu při domácím vítězství 3:1 proti Schalke 04 v základní skupině Ligy mistrů 2018/19. 3. ledna 2019 vstřelil Militão svůj první ligový gól, a to proti CD Aves. Ve čtyřech po sobě jdoucích měsících, od září 2018 do ledna 2019, byl jmenován nejlepším obráncem měsíce Primeira Ligy.

### Real Madrid
Dne 14. března 2019 přestoupil Militão do španělského velkoklubu Realu Madrid za 50 milionů euro. V klubu podepsal se šestiletou smlouvou s platností od 1. července 2019, tedy v den zahájení letního přestupového období. Debutoval 14. září, když na poslední půlhodinu domácího vítězství 3:2 nad Levante vystřídal kapitána Sergia Ramose. Během ligové sezóny nastoupil do zápasu 15krát a pomohl Realu k vítězství v La Lize v sezóně 2019/20.
Militão vstřelil svoji první branku v klubu 20. ledna 2021, když proměnil centr Marcela, v šestnáctifinále Copy del Rey proti třetiligovému CD Alcoyano; Real však nečekaně prohrál 2:1.

## Reprezentační kariéra

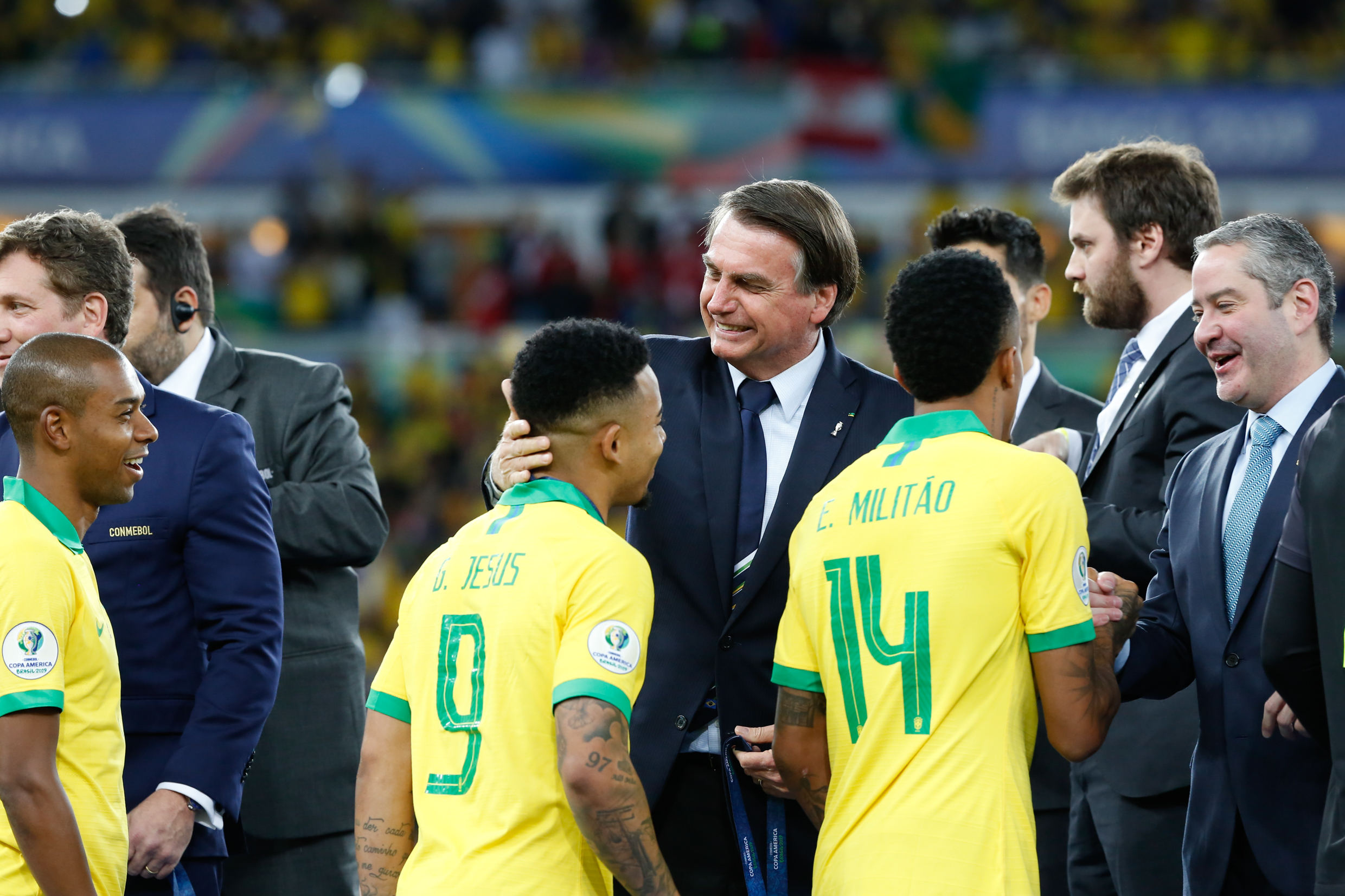
Militão (číslo 14) si potřásá rukou s brazilským prezidentem Jairem Bolsonarem a s prezidentem CONMEBOLu Alejandrem Domínguezem po vítězství v Copa América 2019

V září 2018 byl Militão povolán do brazilské reprezentace trenérem Titeem na přátelské zápasy ve Spojených státech proti reprezentaci USA a Salvadoru po zranění Fagnera. Debutoval 11. září proti Salvadoru při vítězství 5:0.
V květnu 2019 byl Militão zařazen do 23členného týmu na turnaj Copa América 2019. Ve finále proti Peru 7. července, které se konalo na stadionu Maracanã, nastoupil do druhého poločasu za Philippa Coutinha, a pomohl k výhře 3:1.

## Statistiky

### Klubové
K 9. listopadu 2024
| Klub               | Sezóna             | Liga               | Zápasy | Góly | Národní pohár | Národní pohár | Ligový pohár | Ligový pohár | Kontinentální poháry | Kontinentální poháry | Ostatní | Ostatní | Celkem | Celkem |
| Klub               | Sezóna             |                    |        |      | Zápasy        | Góly          | Zápasy       | Góly         | Zápasy               | Góly                 | Zápasy  | Góly    | Zápasy | Góly   |
| ------------------ | ------------------ | ------------------ | ------ | ---- | ------------- | ------------- | ------------ | ------------ | -------------------- | -------------------- | ------- | ------- | ------ | ------ |
| São Paulo          | 2017               | Série A            | 22     | 2    | –             | –             | –            | –            | –                    | –                    | –       | –       | 22     | 2      |
| São Paulo          | 2018               | Série A            | 13     | 1    | 6             | 1             | –            | –            | 2                    | 0                    | 14      | 2       | 35     | 4      |
| Celkem São Paulo   | Celkem São Paulo   | Celkem São Paulo   | 35     | 3    | 6             | 1             | –            | –            | 2                    | 0                    | 14      | 2       | 57     | 6      |
| FC Porto           | 2018/19            | Primeira Liga      | 29     | 3    | 6             | 0             | 3            | 0            | 9                    | 2                    | –       | –       | 47     | 5      |
| Real Madrid        | 2019/20            | La Liga            | 15     | 0    | 2             | 0             | –            | –            | 3                    | 0                    | –       | –       | 20     | 0      |
| Real Madrid        | 2020/21            | La Liga            | 14     | 1    | 1             | 1             | –            | –            | 6                    | 0                    | –       | –       | 21     | 2      |
| Real Madrid        | 2021/22            | La Liga            | 34     | 1    | 2             | 1             | –            | –            | 12                   | 0                    | 2       | 0       | 50     | 2      |
| Real Madrid        | 2022/23            | La Liga            | 33     | 5    | 6             | 1             | –            | –            | 9                    | 1                    | 3       | 0       | 51     | 7      |
| Real Madrid        | 2023/24            | La Liga            | 10     | 0    | 0             | 0             | –            | –            | 3                    | 0                    | –       | –       | 13     | 0      |
| Real Madrid        | 2024/25            | La Liga            | 12     | 1    | 0             | 0             | –            | –            | 4                    | 0                    | 1       | 0       | 17     | 1      |
| Celkem Real Madrid | Celkem Real Madrid | Celkem Real Madrid | 118    | 8    | 11            | 3             | –            | –            | 37                   | 1                    | 6       | 0       | 172    | 12     |
| Celkem kariéra     | Celkem kariéra     | Celkem kariéra     | 182    | 14   | 23            | 4             | 3            | 0            | 48                   | 3                    | 20      | 2       | 276    | 23     |

### Reprezentační
K 6. červenci 2024
| Brazílie | Brazílie | Brazílie |
| Rok      | Zápasy   | Góly     |
| -------- | -------- | -------- |
| 2018     | 1        | 0        |
| 2019     | 7        | 0        |
| 2021     | 11       | 1        |
| 2022     | 8        | 0        |
| 2023     | 3        | 1        |
| 2024     | 5        | 0        |
| Celkem   | 35       | 2        |

## Ocenění

### Klubové

#### Real Madrid
- La Liga: 2019/20
- Supercopa de España: 2019[22]

### Reprezentační

#### Brazílie
- Copa América: 2019[23]

### Individuální
- Obránce měsíce Primeira Ligy: Září 2018,[24] Říjen/listopad 2018,[25] Prosinec 2018,[26] Leden 2019[11]
- Jedenáctka sezóny Primeira Ligy: 2018/19[27]
- Cena Fair play Primeira Ligy: 2018/19[28]